# 十三本木峠
十三本木峠（じゅうさんぼんぎとうげ）は、岩手県二戸郡一戸町南部にある峠。奥中山峠（おくなかやまとうげ）、中山峠とも呼ばれる。
陸羽街道を祖とする国道4号や、かつては東北本線の一部であったいわて銀河鉄道線がここを越えており、古くから幹線級の道路や鉄道の通る交通の要衝である。

## 道路
国道4号では最高地点にあたり、標高は458メートル（国土地理院の地形図では458.5メートル）である。
滝沢市以南で国道4号と並行する東北自動車道は、滝沢IC以北で大きく西へ反れ、国道282号と花輪線に添う形で安代JCTを通過し、鹿角市・弘前市を経て青森市へ至るルートを採っており、十三本木峠を通過しない。安代JCTで東北自動車道と分岐する八戸自動車道は一戸町北部の一戸ICで国道4号と接続するが、同町南部にある十三本木峠を迂回するルートを辿っている（一戸以北も八戸自動車道は国道4号とはやや離れた、国道340号に近いルートで八戸市へ至る）。この為滝沢ICまで東北自動車道で北上し、同IC以北で国道4号を経由する大型長距離自動車が昼夜を問わず非常に多く、それらが絡むスリップや正面衝突事故も多発している（ドライバーが高速料金を意識するためだけではなく、安代付近は天候が変わりやすく冬期は吹雪による通行止めやチェーン規制が敷かれる事も多い為）。

## 鉄道
鉄道では奥中山峠（おくなかやまとうげ）とも呼ばれる。かつての東北本線の最高地点に当たり、最大23.8パーミルが連続するこの区間は、蒸気機関車時代の同線では最大の難所であり、峠を挟み、北側の一戸には機関区が、南側の沼宮内にも機関区支区が置かれ、峠を行き来するほとんどの列車に補機がつけられていた。第二次世界大戦後、1000トン級の重量貨物列車を中心に、前補機を二両とした三重連運転が本格化するが、1965年以降はDD51形ディーゼル機関車の投入により、その数を減らしていった。消え行くSLがブームとなる中、D51やC61、C60などの大型蒸気機関車が、重連、三重連でこの峠を越える雄姿が、全国の鉄道ファンの注目を集めたのもこの頃である。複線電化完成に沸いたヨンサントオ直前の、1968年9月27日、最後の三重連が十三本木峠を越えた。
なお、1960年前後までは、旅客列車の牽引機としては、C57やC55、C51なども使用されていた。
秋口になると落ち葉のために滑りやすくなり、現在でも貨物列車が登りきれなくなることがある。